# Liste des œuvres vocales de Vivaldi
 (février 2021).
Le catalogue Ryom est le catalogue le plus récent et le plus complet de l’œuvre d'Antonio Vivaldi (1678-1741). Il a été établi par le musicologue danois Peter Ryom et publié en 1973. C'est ce catalogue qui est systématiquement utilisé par les éditeurs de partition et l'industrie du disque. À chaque œuvre de Vivaldi on associe un numéro précédé de RV ou R.
Le tableau suivant permet de classer les œuvres vocales de Vivaldi par référence Ryom (RV), par date ou par le numéro des catalogues suivants : Rinaldi (RN), IMSLP-Catalogue (IAV) et la Classe Ryom (C). Cette dernière est retenue pour le classement initial du tableau. Pour alléger la présentation, le tableau a été divisé en trois parties :
1. Musique instrumentale (RV 1-585)
2. Musique vocale (RV 586-740)
3. Œuvres apocryphes (en construction)

## Musique vocale

### Œuvres sacrées

#### Messes et sections de Messes
| RV                 | An. | Notes | RN        | IAV     | C          |
| ------------------ | --- | --- | --------- | ------- | ---------- |
| (RV 586) Anh 112   | « Missa Sacrum » Messa in do maggiore per quattro soli, coro misto, (due trombe), archi e basso continuo / Messe en do majeur, pour quatre solistes, chœur mixte, cordes et basse continue → RV Anh 112               | - Attribution erronée, auteur inconnu                                                                    |           | IA 1169 | (Mes.) I 1 |
| RV 587             | « Kyrie » Kyrie in sol minore a otto in due cori con archi e basso continuo / Kyrie en sol mineur, pour huit voix en deux chœurs, deux orchestres à cordes et basse continue                                          | | RN 109/10 | IAV 585 | (Kyr.) I 2 |
| RV 588             | « Gloria » Gloria in re maggiore a quattro con coro misto, tromba, due oboi, archi e basso continuo / Gloria en ré majeur, pour quatre solistes avec chœur mixte, trompette, deux hautbois, cordes et basse continue  | | RN 109/7  | IAV 599 | (Glo.) I 3 |
| RV 589             | « Gloria » Gloria in re maggiore a tre con coro misto, tromba, oboe, archi e basso continuo / Gloria en ré majeur, pour trois solistes avec chœur mixte, trompette, hautbois, cordes et basse continue                | | RN 103/3  | IAV 260 | (Glo.) I 4 |
| RV 590 (perd.)     | « Gloria » Gloria in re maggiore a cinque voci con oboe in trombae..? / Gloria en ré majeur, à cinq voix avec hautbois (in trombae)..?                                                                                | |           |         | (Glo.) I 5 |
| RV 591             | « Credo » Credo in mi minore per coro misto, archi e basso continuo / Credo en mi mineur, pour chœur mixte, cordes et basse continue                                                                                  | | RN 109/5  | IAV 224 | (Cre.) I 6 |
| (RV 592) Anh deest | « Credo » Credo in sol maggiore a due con coro misto, oboe ad lib, archi e basso continuo / Credo en sol majeur, pour deux solistes, chœur mixte, hautbois (ad lib), cordes et basse continue → RV Anh deest (RV 592) | - Attribution douteuse - Probablement une œuvre de Johann Adolph Hasse ou peut-être de Diogenio Bigaglia |           | IJH 225 | (Cre.) I 7 |
| RV 593             | « Credo » Credo in sol maggiore a..? / Credo en sol majeur, à..? | |           |         | (Cre.) I 8 |

#### Psaumes
| RV               | Désignation | RN                | IAV     | C           |
| ---------------- | --- | ----------------- | ------- | ----------- |
| RV 593           | « Domine [ad adjuvandum me] » (Salmo 69) Salmo in sol maggiore per doppio coro con archi e basso continuo / Psaume en sol majeur, pour double chœur avec cordes et basse continue | RN 112/4          |         | (69) J 1    |
| RV 594           | « Dixit [Dominus] » (Salmo 109) Salmo in re maggiore per soli, doppio coro con due oboi, due trombe, archi e basso continuo / Psaume en ré majeur, pour solistes, double chœur avec deux hautbois, deux trompettes, cordes et basse continue                                                                      | RN 112/5          |         | (109) J 2   |
| RV 595           | « Dixit Dominus » (Salmo 109) Salmo in re maggiore per soli, coro misto, tromba, due oboi, due violoncelli, archi e basso continuo / Psaume en ré majeur, pour solistes, chœur mixte, trompette, deux hautbois, deux violoncelles, cordes et basse continue                                                       |                   |         | (109) J 3   |
| RV 807           | « Dixit Dominus » (Salmo 109) Salmo in re maggiore per soli, coro misto, tromba, due fagotti, archi e basso continuo / Psaume en ré majeur, pour solistes, chœur mixte, trompette, deux bassons, cordes et basse continue                                                                                         |                   | IAV 227 | (109) J 21  |
| RV 596           | « Confitebor tibi Domine » (Salmo 110) Salmo in do maggiore per soli, due oboi, archi e basso continuo / Psaume en do majeur, pour solistes, deux hautbois, cordes et basse continue | RN 103/1          | IAV 573 | (110) J 4   |
| RV 789 (inc.)    | « Confitebor tibi Domine » (Salmo 110) Salmo in si bemolle maggiore per (?), archi e basso continuo / Psaume en si bémol majeur, pour (?), cordes et basse continue |                   |         | (110) J 18  |
| RV 597           | « Beatus Vir » (Salmo 111) Salmo in do maggiore per soli, doppio coro, due oboi, archi e basso continuo / Psaume en do majeur, pour solistes, double chœur mixte, deux hautbois, cordes et basse continue | RN 109/4          | IAV 564 | (111) J 5   |
| RV 795 (597a)    | « Beatus Vir » (Salmo 111) Salmo in do maggiore per soli, coro misto, archi e basso continuo / Psaume en do majeur, pour solistes, chœur mixte, cordes et basse continue |                   | IAV 52  | (111) J 19  |
| RV 598           | « Beatus Vir » (Salmo 111) Salmo in si bemolle maggiore per soli, coro misto, archi e basso continuo / Psaume en si bémol majeur, pour solistes, chœur mixte, cordes et basse continue | RN 109/1          | IAV 51  | (111) J 6   |
| RV 599 (perd.)   | « Beatus [vir] » (Salmo 111) Salmo in si bemolle maggiore per coro, (?) / Psaume en si bémol majeur, pour chœur, (?) |                   |         | (111) J 7   |
| RV 600           | « Laudate pueri Dominum » (Salmo 112) Salmo in do minore per Soprano, archi e basso continuo / Psaume en do mineur, pour Soprano solo, cordes et basse continue | RN 104/3          |         | (112) J 8   |
| RV 601           | « Laudate pueri Dominum » (Salmo 112) Salmo in sol maggiore per soprano, flauto traversiere, due oboi, archi e basso continuo / Psaume en sol majeur, pour soprano solo, flûte traversière, deux hautbois, cordes et basse continue                                                                               | RN 104/2 RN 113/3 | IAV 272 | (112) J 9   |
| RV 602           | « Laudate pueri Dominum » (Salmo 112) Salmo in la maggiore per doppio coro: con due soprani, coro misto, oboe, archi e basso continuo / Psaume en la majeur, pour double chœur: avec deux sopranos, chœur mixte, hautbois, cordes et basse continue                                                               | RN 109/8          | IAV 589 | (112) J 10  |
| RV 602a          | « Laudate pueri Dominum » (Salmo 112) Salmo in la maggiore per doppio coro: con due soprani, coro misto, flauto traversiere, archi e basso continuo / Psaume en la majeur, pour double chœur: avec deux sopranos, chœur mixte, flûte traversière, cordes et basse continue                                        |                   |         | (112) J 10a |
| RV 603           | « Laudate pueri Dominum » (Salmo 112) Salmo in la maggiore per doppio coro: con soprano, due cori misti, flauto traversiere (o oboe), archi e basso continuo / Psaume en la majeur, pour double chœur: avec soprano, deux chœurs mixtes, flûte traversière, cordes et basse continue                              |                   |         | (112) J 11  |
| RV 604           | « In exitu Israel » (Salmo 113) Salmo in do maggiore per coro misto (di ripieno), archi e basso continuo / Psaume en do majeur, pour chœur mixte, cordes et basse continue | RN 106/3          | IAV 602 | (113) J 12  |
| RV 605 (Anh 35b) | « Credidi propter quod » (Salmo 115) Salmo in do maggiore per coro misto, archi e basso continuo / Psaume en do majeur, pour chœur mixte, cordes et basse continue | RN 109/6          |         | (115) J 13  |
| RV 606           | « Laudate Dominum » (Salmo 116) Salmo in re minore per coro misto, archi e basso continuo / Psaume en ré mineur, pour chœur mixte, cordes et basse continue | RN 109/3          | IAV 588 | (116) J 14  |
| RV 827           | « Lætatus sum » (Salmo 121) Salmo in do maggiore per coro misto, archi e basso continuo / Psaume en do majeur, pour chœur mixte, cordes et basse continue |                   | IAV 270 | (121) J 22  |
| RV 607           | « Lætatus sum » (Salmo 121) Salmo in fa maggiore per coro misto, archi e basso continuo / Psaume en fa majeur, pour chœur mixte, cordes et basse continue | RN 109/2          | IAV 586 | (121) J 15  |
| RV 608           | « Nisi Dominus » (Salmo 126) Salmo in sol minore per contralto, viola d’amore, archi e basso continuo / Psaume en sol mineur, pour contralto, viole d'amour, cordes et basse continue | RN 108/3          | IAV 590 | (126) J 16  |
| RV 803           | « Nisi Dominus » (Salmo 126) Salmo in la maggiore per soli, viola d’amore, salmoè, violino in tromba marina, violoncello obligato, organo obligato, archi e basso continuo / Psaume en la majeur, pour solistes, chalumeau, violon (in tromba marina), violoncelle obligé, orgue obligé, cordes et basse continue |                   | IAV 280 | (126) J 20  |
| RV 609           | « Lauda Jerusalem » (Salmo 147) Salmo in mi minore per doppio coro: con quattro soprani, due cori misti, archi e basso continuo / Psaume en mi mineur, pour double chœur: quatre sopranos, deux chœurs mixtes, cordes et basse continue                                                                           | RN 109/9          | IAV 587 | (147) J 17  |

#### Magnificat
| RV      | An.       | Désignation | RN       | IAV     | C    |
| ------- | --------- | --- | -------- | ------- | ---- |
| RV 610  | 1720 1735 | « Magnificat » (Vangelo di Luca I) Cantata in sol minore per soli, coro misto, due oboi, archi e basso continuo / Cantique en sol mineur, pour solistes, chœur mixte, deux hautbois, cordes et basse continue                                                | RN 112/2 | IAV 274 | K 1  |
| RV 610a | 1720 1735 | « Magnificat » (Vangelo di Luca I) Cantata in sol minore per doppio coro: con soli, due cori misti, due oboi, archi e basso continuo / Cantique en sol mineur, pour double chœur: avec solistes, deux chœurs mixtes, deux hautbois, cordes et basse continue |          |         | K 1a |
| RV 610b | 1713 1717 | « Magnificat » (Vangelo di Luca I) Cantata in sol minore per soli, coro misto, due clarini, archi e basso continuo / Cantique en sol mineur, pour solistes, chœur mixte, deux clairons, cordes et basse continue                                             |          |         | K 1b |
| RV 611  | 1739      | « Magnificat » (Vangelo di Luca I) Cantata in sol minore per soli, coro misto, archi e basso continuo / Cantique en sol mineur, pour solistes, chœur mixte, cordes et basse continue                                                                         |          |         | K 2  |

#### Hymnes
| RV               | An.       | Désignation | Notes                                          | RN       | IAV     | C           |
| ---------------- | --------- | --- | ---------------------------------------------- | -------- | ------- | ----------- |
| RV 612           | 1720 1735 | « Deus tuorum militum » Inno in do maggiore per soli, due oboi, archi e basso continuo / Hymne en do majeur, pour solistes, deux hautbois, cordes et basse continue                                                                                                   |                                                | RN 111   |         | (Deu.) L 1  |
| RV 613           | 1713 1717 | « Gaude Mater Ecclesia » (à S. Domenico) Inno in si bemolle maggiore per soprano, archi e basso continuo / hymne en si bémol majeur, pour soprano solo, cordes et basse continue                                                                                      |                                                | RN 104/1 | IAV 601 | (Gau.) L 2  |
| (RV 614) Anh 114 | ?         | « Laudate Dominum omnes gentes » Offertorio in fa maggiore per coro misto, due violini, due corni e basso continuo / Offertoire en fa majeur, pour chœur mixte, deux violons, deux cors et basse continue → RV Anh 114                                                | - Attribution erronée - œuvre d'auteur anonyme |          |         | (Lau.) L 3  |
| RV 615 (inc.)    | 1720 1735 | « Regina Cœli » (à Santa Maria) Antifona in do minore (?) per tenore, due trombe (?), archi e basso continuo / Antienne en do mineur, pour ténor solo, deux trompettes, cordes et basse continue                                                                      |                                                | RN 107   | IAV 591 | (Reg.) L 4  |
| RV 616           | 1720 1735 | « Salve Regina » Antifona in do minore per doppio coro: con contralto, due flauti diritti, flauto traversiere, archi e basso continuo / Antienne en do mineur, pour double chœur: avec contralto solo, deux flûtes à bec, flûte traversière, cordes et basse continue |                                                | RN 110/2 |         | (Sal.) L 5  |
| RV 804 (perd.)   | 1713 1717 | « Salve Regina » Antifona in mi bemolle maggiore (o mi minore?) per contralto, due flauti traversieri, organo, archi e basso continuo / Antienne, pour voix, deux flûtes traversières, orgue obligée, cordes et basse continue                                        |                                                |          |         | (Sal.) L 12 |
| RV 617           | 1720 1735 | « Salve Regina » Antifona in fa maggiore per soprano, violino, archi e basso continuo / Antienne en fa majeur, pour soprano solo, violon solo, cordes et basse continue                                                                                               |                                                |          |         | (Sal.) L 6  |
| RV 618           | 1720 1735 | « Salve Regina » Antifona in sol minore per doppio coro: con contralto, due oboi, archi e basso continuo / Antienne en sol mineur, pour double chœur: avec contralto solo, deux hautbois, cordes et basse continue                                                    |                                                | RN 105/4 |         | (Sal.) L 7  |
| RV 619 (perd.)   | 1713 1717 | « Salve Regina » Antifona in (?) per canto solo (?), due flauti traversieri, violoncello, archi e basso continuo / Antienne, pour une voix, deux flûtes traversières, violoncelle, cordes et basse continue                                                           |                                                |          |         | (Sal.) L 8  |
| RV 620           | ?         | « Sanctorum meritis » Inno in do maggiore per soprano, archi e basso continuo / Hymne en do majeur, pour soprano, cordes et basse continue |                                                | RN 110/1 |         | (San.) L 9  |
| RV 621           | 1712      | « Stabat Mater » (Jacopone da Todi) Sequenza in fa minore per contralto, archi e basso continuo / Séquence en fa mineur, pour contralto solo, cordes et basse continue                                                                                                |                                                | RN 105/1 | IAV 345 | (Sta.) L 10 |
| RV 622 (perd.)   | 1727      | « Te Deum » Inno (di ringraziamento) per (?) / Hymne (d'action de grâces) pour (?) |                                                |          |         | (TeD.) L 11 |

#### Motets
| RV            | An.       | Désignation | RN       | IAV     | C           |
| ------------- | --------- | --- | -------- | ------- | ----------- |
| RV 623        | 1723 1724 | « Canta in prato » Mottetto in la maggiore per soprano, archi e basso continuo / Motet en la majeur, pour soprano solo, cordes et basse continue                              | RN 101/4 | IAV 54  | (Can.) M 1  |
| RV 624 (inc.) | 1713 1717 | « Caræ rosæ respirate » Mottetto in sol maggiore per soprano, archi e basso continuo / Motet en sol majeur, pour soprano solo, cordes et basse continue                       |          |         | (Car.) M 2  |
| RV 625        | 1713 1715 | « Claræ stellæ scintillate » Mottetto in fa maggiore per contralto, archi e basso continuo / Motet en fa majeur, pour contralto solo, cordes et basse continue                | RN 102/1 | IAV 570 | (Cla.) M 3  |
| RV 626        | 1720 1735 | « In furore justissimæ iræ » Mottetto in do minore per soprano, archi e basso continuo / Motet en do mineur, pour soprano solo, cordes et basse continue                      | RN 101/7 | IAV 262 | (InF.) M 4  |
| RV 627        | 1720 1735 | « In turbato mare » Mottetto in sol maggiore per soprano, archi e basso continuo / Motet en sol majeur, pour soprano solo, cordes et basse continue                           | RN 113/2 | IAV 263 | (InT.) M 5  |
| RV 628 (inc.) | 1713 1717 | « Invicti, bellate » Mottetto in sol maggiore per contralto, archi e basso continuo / Motet en sol majeur, pour contralto solo, cordes et basse continue                      | RN 102/3 | IAV 576 | (Inv.) M 6  |
| RV 629        | 1713 1717 | « Longe mala, umbræ, terrores » Mottetto in sol minore per soprano, archi e basso continuo / Motet en sol mineur, pour soprano solo, cordes et basse continue                 | RN 101/5 | IAV 577 | (Lon.) M 7  |
| RV 630        | 1713 1717 | « Nulla in mundo pax » Mottetto in mi maggiore per soprano, archi e basso continuo / Motet en mi majeur, pour soprano solo, cordes et basse continue                          | RN 101/3 | IAV 281 | (Nul.) M 8  |
| RV 631        | 1723 1724 | « O qui cœli terræque serenitas » Mottetto in mi bemolle maggiore per soprano, archi e basso continuo / Motet en mi bémol majeur, pour soprano solo, cordes et basse continue | RN 101/6 | IAV 578 | (OQu.) M 9  |
| RV 632        | 1720 1735 | « Sum in medio tempestatum » Mottetto in fa maggiore per soprano, archi e basso continuo / Motet en fa majeur, pour soprano solo, cordes et basse continue                    | RN 113/1 | IAV 346 | (Sum.) M 10 |
| RV 633        | 1713 1717 | « Vestro principi divino » Mottetto in fa maggiore per contralto, archi e basso continuo / Motet en fa majeur, pour contralto solo, cordes et basse continue                  | RN 102/2 | IAV 580 | (Ves.) M 11 |
| RV 634        | 1720 1725 | « Vos auræ per montes » Mottetto in la maggiore per soprano, archi e basso continuo / Motet en la majeur, pour soprano solo, cordes et basse continue                         |          |         | (VoA.) M 12 |
| RV 811 (inc.) | ?         | « Vos invito barbaræ faces » Mottetto in fa maggiore per contralto, archi e basso continuo / Motet en fa majeur, pour contralto solo, cordes et basse continue                |          |         | (VoI.) M 13 |

#### Introductions
| RV      | An.       | Désignation | RN       | IAV     | C           |
| ------- | --------- | --- | -------- | ------- | ----------- |
| RV 635  | 1713 1715 | « Ascende læta » Introduzione al Dixit in la maggiore per soprano, archi e basso continuo / Introduction à un Dixit en la majeur, pour soprano solo, cordes et basse continue                                                           | RN 110/3 |         | (Asc.) N 1  |
| RV 636  | 1720 1735 | « Canta in prato » Introduzione al Dixit in sol maggiore per (due cori?)* soprano, due oboi, archi e basso continuo / Introduction à un Dixit en sol majeur, pour (deux chœurs?)* soprano solo, deux hautbois, cordes et basse continue | RN 110/4 |         | (Can.) N 2  |
| RV 637  | 1720 1735 | « Cur sagittas » Introduzione al Gloria in si bemolle maggiore per contralto, archi e basso continuo / Introduction à un Gloria en si bémol majeur, pour contralto solo, cordes et basse continue                                       | RN 102/4 | IAV 574 | (Cur.) N 3  |
| RV 638  | 1713 1717 | « Filiæ mestæ Jerusalem » Introduzione al Miserere in do minore per contralto, archi e basso continuo / Introduction à un Miserere en do mineur, pour contralto solo, cordes et basse continue                                          | RN 105/3 | IAV 236 | (Fil.) N 4  |
| RV 639  | 1713 1717 | « Jubilate, o amœni chori » Introduzione al Gloria in re maggiore per contralto, archi e basso continuo / Introduction à un Gloria en ré majeur, pour contralto solo, cordes et basse continue                                          | RN 108/1 | IAV 267 | (Jub.) N 5  |
| RV 639a | 1713 1717 | « Jubilate, o amœni chori » Introduzione al Gloria in re maggiore per soprano, archi e basso continuo / Introduction à un Gloria en ré majeur, pour soprano solo, cordes et basse continue                                              |          | IAV 600 | (Jub.) N 5a |
| RV 640  | 1720 1725 | « Longe mala, umbræ, terrores » Introduzione al Gloria in sol minore per contralto, archi e basso continuo / Introduction à un Gloria en sol mineur, pour contralto solo, cordes et basse continue                                      | RN 108/2 |         | (Lon.) N 6  |
| RV 641  | 1713 1717 | « Non in pratis » Introduzione al Miserere in fa maggiore per contralto, archI (con sordini) e basso continuo / Introduction à un Miserere en fa majeur, pour contralto solo, cordes et basse continue                                  | RN 105/2 | IAV 603 | (Non.) N 7  |
| RV 642  | 1713 1717 | « Ostro picta, armata spina » Introduzione al Gloria in re maggiore per soprano, archi e basso continuo / Introduction à un Gloria en ré majeur, pour soprano solo, cordes et basse continue                                            | RN 101/2 | IAV 579 | (Ost.) N 8  |

#### Oratorios
| RV             | An.  | Désignation | RN     | IAV     | C   |
| -------------- | ---- | --- | ------ | ------- | --- |
| RV 643 (perd.) | 1714 | « Moyses Deus Pharaonis » Oratorio in tre atti per soli, coro e (?), per l’esodo e l’epifania / Oratorio en trois actes, pour solistes, chœur et (?), pour l'Exode et pour l'Épiphanie           | RN 151 |         | O 1 |
| RV 644 (inc.)  | 1716 | « Juditha triumphans, devicta Holofernes barbarie » Oratorio in due atti per soli, coro misto e orchestra / Oratorio en deux actes, pour solistes, chœur mixte et orchestre                      | RN 152 | IAV 269 | O 2 |
| RV 645 (perd.) | 1721 | « L’adorazione delli tre re magi al bambino Gesù nella capanna di Betlemme » Oratorio in due atti per soli, coro e orchestra (?) / Oratorio en deux actes, pour solistes, chœur et orchestre (?) |        |         | O 3 |
| RV 782 (perd.) | 1712 | « La vittoria navale, predetta dal Santo Pontefice Pio V Ghisilieri » Oratorio in due atti per soli, coro e orchestra (?) / Oratorio en deux actes, pour solistes, chœur et orchestre (?)        |        |         | O 4 |

#### Divers
| RV                 | An. | Désignation | Notes                                 | RN | IAV | C        |
| ------------------ | --- | --- | ------------------------------------- | -- | --- | -------- |
| (RV 646) Anh 59.19 | ?   | « Ihr Himmel nun » (Concertus italicus) Aria in mi maggiore per contralto, violino, archi e basso continuo / Aria en mi majeur, pour contralto, violon solo, cordes et basse continue → RV Anh 59.19                                           | - Attribution erronée, auteur inconnu |    |     | P 1      |
| (RV 647) Anh 59.23 | ?   | « Nato pastor pro me melos / Eja voces plausum date » (Arie de Sanctis) Aria in mI (o re) bemolle maggiore per basso, archi e basso continuo / Aria en mI (ou ré) bémol majeur, pour basse, cordes et basse continue → RV Anh 59.23            | - Attribution erronée, auteur inconnu |    |     | P 2      |
| (RV 648) Anh 59.15 | ?   | « Ad corda reclina » (Concertus italicus) Aria in fa maggiore per contralto, archi e basso continuo / Aria en fa majeur, pour contralto, cordes et basse continue → RV Anh 59.15                                                               | - Attribution erronée, auteur inconnu |    |     | P 3      |
| RV 747 (perd.)     | ?   | « Candida Lylia » (Cantata de tempore) Cantata in re maggiore (o si bemolle maggiore?) per soprano (o contralto?), archi? e basso continuo / Cantate en ré majeur (ou si bémol majeur), pour soprano (ou contralto), cordes? et basse continue |                                       |    |     | P 4? V 7 |
| RV 748 (perd.)     | ?   | « Aria per la comunione » Aria in sol maggiore per soprano? e (?) / Aria en sol majeur, pour soprano? et (?) |                                       |    |     | P 5? V 8 |

### Œuvres profanes

#### Cantates pour soprano solo et basse continue
| RV              | An.        | Désignation | Notes                 | RN        | IAV     | C            |
| --------------- | ---------- | --- | --------------------- | --------- | ------- | ------------ |
| RV 649          | 1718 1720? | « All'ombra d'un bel faggio » Cantata in fa maggiore per soprano e basso continuo / Cantate en fa majeur, pour soprano et basse continue |                       | RN 306/6  |         | (All.) Qp 1  |
| RV 650          | 1718 1719? | « All'or che lo sguardo » Cantata in fa maggiore per soprano e basso continuo / Cantate en fa majeur, pour soprano et basse continue |                       | RN 303    | IAV 3   | (All.) Qp 2  |
| RV 651          | 1723 1736  | « Amor, hai vinto » Cantata in la minore per soprano e basso continuo / Cantate en la mineur, pour soprano et basse continue |                       | RN 301/3  | IAV 4   | (Amo.) Qp 3  |
| RV 652          | 1717 1736  | « Aure, voi più non siete » Cantata in mi minore per soprano e basso continuo / Cantate en mi mineur, pour soprano et basse continue |                       | RN 306/7  |         | (Aur.) Qp 4  |
| RV 653          | 1717 1724  | « Del suo natio rigore » Cantata in sol minore per soprano e basso continuo / Cantate en sol mineur, pour soprano et basse continue |                       | RN 306/5  |         | (Del.) Qp 5  |
| RV 654          | 1717 1724  | « Elvira, anima mia » Cantata in do minore per soprano e basso continuo / Cantate en do mineur, pour soprano et basse continue |                       | RN 306/1  |         | (Elv.) Qp 6  |
| RV 655          | 1717 1736  | « Era la notte » Cantata in mi minore per soprano e basso continuo / Cantate en mi mineur, pour soprano et basse continue |                       | RN 306/12 | IAV 229 | (Era.) Qp 7  |
| RV 656          | ca 1733?   | « Fonti di pianto » Cantata in si bemolle maggiore per soprano e basso continuo / Cantate en si bémol majeur, pour soprano et basse continue |                       | RN 306/9  | IAV 254 | (Fon.) Qp 8  |
| RV 657          | ca 1731?   | « Geme l'onda che parte » Cantata in do maggiore per soprano e basso continuo / Cantate en do majeur, pour soprano et basse continue |                       | RN 301/2  | IAV 255 | (Gem.) Qp 9  |
| RV 658          | 1717 1724  | « Il povero mio cor » Cantata in do minore per soprano e basso continuo / Cantate en do mineur, pour soprano et basse continue |                       | RN 306/3  |         | (Ilp.) Qp 10 |
| RV 659          | 1717 1724  | « Indarno cerca la tortorella » Cantata in sol minore per soprano e basso continuo / Cantate en sol mineur, pour soprano et basse continue |                       | RN 307    | IAV 265 | (Ind.) Qp 11 |
| RV 660          | ca 1731?   | « La farfalletta s'aggira » Cantata in la maggiore per soprano e basso continuo / Cantate en la majeur, pour soprano et basse continue |                       | RN 301/5  | IAV 231 | (Laf.) Qp 12 |
| RV 661          | 1718 1720? | « Nel partir da te, mio caro » Cantata in mi bemolle maggiore per soprano e basso continuo / Cantate en mi bémol majeur, pour soprano et basse continue |                       | RN 306/4  |         | (Nel.) Qp 13 |
| RV 662          | ca 1733?   | « Par che tardo oltre il costume » Cantata in fa maggiore per soprano e basso continuo / Cantate en fa majeur, pour soprano et basse continue |                       | RN 301/1  | IAV 304 | (Par.) Qp 14 |
| (RV 753) Anh 94 | 1714       | « Prendea con man di latte » Cantata per soprano e basso continuo / Cantate pour soprano et basse continue → RV Anh 94 | - Attribution erronée |           |         | (Pre.) Qp 22 |
| RV 663          | 1718 1720? | « Scherza di fronda in fronda » Cantata in mi bemolle maggiore per soprano e basso continuo / Cantate en mi bémol majeur, pour soprano et basse continue |                       |           | IAV 317 | (Sch.) Qp 15 |
| RV 664          | 1720 1724  | « Se ben vivono senz'alma » Cantata in fa maggiore per soprano e basso continuo / Cantate en fa majeur, pour soprano et basse continue |                       | RN 306/10 |         | (Seb.) Qp 16 |
| RV 665          | 1717 1724  | « Si levi dal pensier » Cantata in fa maggiore per soprano e basso continuo / Cantate en fa majeur, pour soprano et basse continue |                       | RN 306/2  |         | (Sil.) Qp 17 |
| RV 666          | 1717 1724  | « Sì, sì, luci adorate » Cantata in la minore per soprano e basso continuo / Cantate en la mineur, pour soprano et basse continue |                       | RN 306/11 |         | (Sis.) Qp 18 |
| RV 667          | 1727 1728  | « Sorge vermiglia in ciel » Cantata in la minore per soprano e basso continuo / Cantate en la mineur, pour soprano et basse continue |                       | RN 306/8  | IAV 344 | (Sor.) Qp 19 |
| RV 668          | 1720 1724  | « T'intendo sì mio cor » Cantata in do maggiore per soprano e basso continuo / Cantate en do majeur, pour soprano et basse continue |                       | RN 306/13 |         | (Tin.) Qp 20 |
| RV 669          | 1727       | « Tra l'erbe i zeffiri » Cantata in si bemolle maggiore per soprano e basso continuo / Cantate en si bémol majeur, pour soprano et basse continue 1. Tra l'erbe i zeffiri Aria: Andante 2. Voi rivi, augelli, venti, Col vostro soffio Recitativo: 3. Nel mar la navicella Aria: Allegro |                       | RN 301/4  | IAV 350 | (Tra.) Qp 21 |
| RV 799          | 1717 1736  | « Tremori al braccio e lagrime sul ciglio » Cantata in sol minore per soprano e basso continuo / Cantate en sol mineur, pour soprano et basse continue |                       |           |         | (Tre.) Qp 24 |
| RV 796          | 1717 1736  | « Usignoletto bello » Cantata in sol maggiore (o mi bemolle maggiore)* per soprano e basso continuo / Cantate en sol majeur, pour soprano et basse continue |                       |           | IAV 366 | (Usi.) Qp 23 |

#### Cantates pour contralto solo et basse continue
| RV               | An.       | Désignation | Notes                                  | RN       | IAV     | C           |
| ---------------- | --------- | --- | -------------------------------------- | -------- | ------- | ----------- |
| RV 670           | 1720 1724 | « Alla caccia dell'alme e dè cori » Cantata in re maggiore per contralto e basso continuo / Cantate en ré majeur, pour contralto et basse continue                    |                                        | RN 309/2 |         | (All.) Qq 1 |
| RV 671           | 1726      | « Care selve, amici prati » Cantata in do maggiore per contralto e basso continuo / Cantate en do majeur, pour contralto et basse continue                            |                                        | RN 308   |         | (Car.) Qq 2 |
| (RV 672) Anh 147 | ca 1710?  | « Filli, di gioia » Cantata in fa minore per contralto e basso continuo / Cantate en fa mineur, pour contralto et basse continue → RV Anh 147                         | - Attribution erronée - Auteur inconnu |          |         | (Fil.) Qq 3 |
| (RV 673) Anh 148 | ca 1710?  | « Ingrata Lidia hai vinto » Cantata in mi bemolle maggiore per contralto e basso continuo / Cantate en mi bémol majeur, pour contralto et basse continue → RV Anh 148 | - Attribution erronée - Auteur inconnu |          |         | (Ing.) Qq 4 |
| RV 674           | 1726      | « Perfidissimo cor! » Cantata in re minore per contralto e basso continuo / Cantate en ré mineur, pour contralto et basse continue                                    |                                        |          | IAV 305 | (Per.) Qq 5 |
| (RV 675) Anh 149 | ca 1710?  | « Piango, gemo, sospiro » Cantata in re minore per contralto e basso continuo / Cantate en ré mineur, pour contralto et basse continue → RV Anh 149                   | - Attribution erronée - Auteur inconnu |          |         | (Pia.) Qq 6 |
| RV 676           | ca 1730?  | « Pianti, sospiri, e dimandar mercede » Cantata in fa maggiore per contralto e basso continuo / Cantate en fa majeur, pour contralto et basse continue                |                                        |          | IAV 306 | (Pia.) Qq 7 |
| RV 677           | 1717 1736 | « Qual per ignoto calle » Cantata in do minore per contralto e basso continuo / Cantate en do mineur, pour contralto et basse continue                                |                                        |          | IAV 308 | (Qua.) Qq 8 |

#### Cantates pour soprano solo, instruments et basse continue
| RV            | An.        | Désignation | RN       | IAV     | C           |
| ------------- | ---------- | --- | -------- | ------- | ----------- |
| RV 678        | 1717 1736  | « All'ombra di sospetto » Cantata in sol maggiore per soprano, flauto traversiere e basso continuo / Cantate en sol majeur, pour soprano, flûte traversière et basse continue |          | IAV 2   | (All.) Rp 1 |
| RV 679        | 1726 1727? | « Che giova il sospirar » Cantata in re minore per soprano, violino, archi e basso continuo / Cantate en ré mineur, pour soprano, violon, cordes et basse continue            |          |         | (Che.) Rp 2 |
| RV 680        | 1717 1736  | « Lungi dal vago volto » Cantata in mi bemolle maggiore per soprano, violino e basso continuo / Cantate en mi bémol majeur, pour soprano, violon et basse continue            | RN 301/6 | IAV 273 | (Lun.) Rp 3 |
| RV 681 (inc.) | ?          | « Perché son molli » Cantata in sol maggiore per soprano, due violini, archi e basso continuo / Cantate en sol majeur, pour soprano, deux violons, cordes et basse continue   |          |         | (Per.) Rp 4 |
| RV 682        | 1734       | « Vengo a voi luci adorate » Cantata in do maggiore per soprano, archi e basso continuo / Cantate en do majeur, pour soprano, cordes et basse continue                        | RN 301/7 | IAV 367 | (Ven.) Rp 5 |

#### Cantates pour contralto solo, instruments et basse continue
| RV             | An.       | Désignation | RN                | IAV     | C            |
| -------------- | --------- | --- | ----------------- | ------- | ------------ |
| RV 683         | 1726      | « Amor, hai vinto » Cantata in do maggiore per contralto, archi e basso continuo / Cantate en do majeur, pour contralto, cordes et basse continue                              | RN 302/1 RN 302/2 | IAV 5   | (Amo.) Rq 1  |
| RV 684         | 1720 1724 | « Cessate, omai cessate » Cantata in mi bemolle maggiore per contralto, archi e basso continuo / Cantate en mi bémol majeur, pour contralto, cordes et basse continue          | RN 309/1          | IAV 87  | (Ces.) Rq 2  |
| RV 684a (inc.) | 1720 1724 | « Cessate, omai cessate » Cantata in mi bemolle maggiore per contralto, archi e basso continuo / Cantate en mi bémol majeur, pour contralto, cordes et basse continue          |                   |         | (Ces.) Rq 2a |
| RV 685         | 1719      | « O mie porpore più belle » Cantata in fa maggiore per contralto, archi e basso continuo / Cantate en fa majeur, pour contralto, cordes et basse continue                      | RN 305/1          | IAV 282 | (Omi.) Rq 3  |
| RV 686         | 1718 1720 | « Qual in pioggia dorata » Cantata in fa maggiore per contralto, due corni, archi e basso continuo / Cantate en fa majeur, pour contralto, deux cors, cordes et basse continue | RN 305/2          | IAV 307 | (Qua.) Rq 4  |

#### Sérénades
| RV             | An.       | Désignation | RN       | IAV     | C          |
| -------------- | --------- | --- | -------- | ------- | ---------- |
| RV 687         | 1725      | « La Gloria, Himeneo » o [Dall'eccelsa mia Reggia] Serenata nuziale (Cantata) per soprano, contralto, archi e basso continuo / Sérénade (Cantate du marriage), pour soprano, contralto, cordes et basse continue                                                               | RN 304/3 | IAV 259 | (Dal.) T 1 |
| RV 688 (perd.) | 1708      | « Le Gare del dovere » Serenata per soli, coro misto e strumentI (?) / Sérénade pour solistes, chœur mixte et orchestre (?) d'après le Libretto roviguois |          |         | (Gar.) T 2 |
| RV 689 (perd.) | ca. 1716? | « Le gare della giustizia e della pace » Serenata per (?) / Sérénade pour (?) |          |         | (Gar.) T 3 |
| RV 690         | 1719      | « Serenata a tre » (Mio cor, povero cor) Serenata per soli, fiatI (due oboi, due corni da caccia e fagotto), violino, archi e basso continuo / Sérénade pour solistes, deux hautbois, deux cors, (basson), violon solo, cordes et basse continue d'après le Manuscrit turinois | RN 304/1 | IAV 276 | (Mio.) T 4 |
| RV 691 (perd.) | ca. 1739? | « Il Mopso » (Egloga pescatoria) Serenata per cinque voci e (?) / Sérénade pour cinq voix et (?) | RN 245   |         | (Mop.) T 5 |
| RV 692 (perd.) | 1726      | « Serenata a quattro voci » (Queste, Eurilla gentil) Serenata per quattro voci e strumentI (?) / Sérénade pour quatre voix et orchestre (?) d'après le Libretto mantouan |          |         | (Que.) T 6 |
| RV 693         | 1726      | « La Senna festeggiante » Serenata per tre voci con due flauti traversieri, due oboi, archi e basso continuo / Sérénade pour trois solistes, deux flûtes traversières, deux hautbois, cordes et basse continue d'après le Manuscrit turinois                                   | RN 304/2 | IAV 319 | (Sen.) T 7 |
| RV 694 (perd.) | 1727      | « L'unione della Pace e di Marte » Serenata per tre voci e strumentI (?) / Sérénade pour trois voix et orchestre (?) d'après le Libretto vénitien |          |         | (Uni.) T 8 |

### Musique de scène

#### A-B (RV 695-703)
| RV                      | An.        | Désignation | Notes                                                                                          | RN                | IAV    | C                |
| ----------------------- | ---------- | --- | ---------------------------------------------------------------------------------------------- | ----------------- | ------ | ---------------- |
| RV 695 (perd.)          | 1734       | « L’Adelaide » Dramma per musica in tre atti / Opera seria en trois actes |                                                                                                | RN 234            | IAV 1  | (Ade.) U 1       |
| (RV 696) Anh 88 (perd.) | 1731       | « Alvilda, regina de' Goti » Dramma per musica in tre atti / Opera seria en trois actes → RV Anh 88 | - œuvre perdue - Attribution éronnée - Pastiche d'auteur inconnu reprenant des Airs de Vivaldi |                   |        | (Alv.) U 2       |
| RV 697A (perd.)         | 1730       | « Argippo » (V1) Dramma per musica in tre atti / Opera seria en trois actes |                                                                                                |                   |        | (Arg.) U 3A      |
| RV 697B (perd.)         | 1730       | « Argippo » (V2) Dramma per musica in tre atti / Opera seria en trois actes Reconstruction RV 697 d'après le Libretto de Prague (RV 697B) et les Manuscrits de Darmstadt et de Ratisbonne (RV Anh 137) :                                    |                                                                                                |                   |        | (Arg.) U 3B      |
| (RV 698) Anh 89 (perd.) | 1735       | « Aristide » Drama eroi-comico per musica in un atto / Intermezzo théâtral en un acte → RV Anh 89 | - Musique perdue - Attribution éronnée - Musique de Giacomo Maccari                            | RN 237            |        | (Ari.) U 4       |
| RV 699A (inc.)          | 1718       | « Armida al campo d'Egitto » (V1) Dramma per musica in tre atti / Opera seria en trois actes Reconstruction RV 699 d'après le Libretto de 1718 et le Manuscrit de Turin pour les actes I & III et ceux concernant trois Arie du second acte |                                                                                                | RN 208            | IAV 8  | (Arm.) U 5A      |
| RV 699B (perd.)         | 1718       | « Armida al campo d'Egitto » (V2) Dramma per musica in tre atti / Opera seria en trois actes |                                                                                                | RN 208            | IAV 8  | (Arm.) U 5B      |
| RV 699C RV 720 (perd.)  | 1720       | « Gl'inganni per vendetta » (Armida al campo d'Egitto, V3) Dramma per musica in tre atti / Opera seria en trois actes |                                                                                                | RN 213 RN 208     | IAV 8  | (Arm.) U 5C U 26 |
| RV 699D (inc.)          | 1738       | « Armida al campo d'Egitto » (V6) Dramma per musica (Pasticcio) in tre atti / Opera seria (Pastiche) en trois actes d'après le Libretto de 1738 et le Manuscrit de Turin avec modifications pour les actes I & III                          |                                                                                                | RN 208            | IAV 8  | (Arm.) U 5D      |
| RV 700                  | 1716       | « Arsilda, regina di Ponto » Dramma per musica in tre atti / Opera seria en trois actes d'après le Libretto original de 1716 pour les textes et les Manuscrits turinois pour la musique                                                     |                                                                                                | RN 206 Sinf. S.09 | IAV 9  | (Ars.) U 6       |
| (RV 701) RV 706 (inc.)  | 1718 1725  | « Artabano, re de' Parti » (La costanza trionfante, V2, V3 et V5) Drama per musica in tre atti / Opera seria en trois actes RV 701A de 1719 (Venise) → RV 706B RV 701B de 1719 (Vicence) → RV 706C RV 701C de 1725 (Mantoue) → RV 706D      |                                                                                                | RN 209            |        | (Art.) U 7       |
| RV 702A (perd.)         | 1728       | « L’Atenaide » (V1) Dramma per musica in tre atti / Opera seria en trois actes d'après le Libretto original de 1728 (A) |                                                                                                |                   |        | (Ate.) U 8A      |
| RV 702B                 | 1731 1732? | « L’Atenaide » (V2) Dramma per musica in tre atti / Opera seria en trois actes d'après le Manuscrit turinois (B), Libretto perdu |                                                                                                | RN 228            | IAV 12 | (Ate.) U 8B      |
| RV 703 (inc.)           | 1735       | « Il Bajazet (o il Tamerlano) » Tragedia per musica (Pasticcio) in tre atti / Tragédie lyrique (Pastiche) en trois actes d'après le Libretto « Il Tamerlano » de 1735 et le Manuscrit turinois « Il Baiazet »                               |                                                                                                | RN 235            | IAV 13 | (Baj.) U 9       |

#### C-F (RV 704-715)
| RV                        | An.       | Désignation | Notes                                                                                         | RN | IAV       | C                 |
| ------------------------- | --------- | --- | --------------------------------------------------------------------------------------------- | --- | --------- | ----------------- |
| RV 704 (inc.)             | 1720      | « La Candace, o siano Li veri amici » Dramma per musica in tre atti / Opera seria en trois actes d'après le Libretto de 1720 et le Manuscrit turinois                             |                                                                                               | RN 211 I.(ii) 312/1 I.(iii) 315/2 I.(v) 313/4 I.(ix) 313/5 I.(x) 311/12 II.(iv) 313/7 III.(i) 311/13 III.(iii) 313/6 III.(x) 314/4 | IAV 53    | (Can.) U 10       |
| RV 705 (inc.)             | 1737      | « Catone in Utica » Dramma per musica in tre atti / Opera seria en trois actes d'après le Libretto de 1737 et le Manuscrit turinois                                               |                                                                                               | RN 239 | IAV 55    | (Cat.) U 11       |
| RV 706A (inc.)            | 1716      | « La costanza trionfante Degl'amori, e degl'odii » (V1) Dramma per musica in tre atti / Opera seria en trois actes d'après le Libretto de 1716 [et quelques Manuscrits retrouvés] |                                                                                               | RN 205 | IAV 223   | (Cos.) U 12A      |
| RV 706B (RV 701A) (inc.)  | 1718      | « Artabano, Rè de Parti » (La costanza trionfante, V2) Dramma per musica in tre atti / Opera seria en trois actes d'après le Libretto de 1718 [et quelques Manuscrits retrouvés]  |                                                                                               | RN 209 | IAV 10    | (Cos.) U 12B U 7A |
| RV 706C (RV 701B) (perd.) | 1719      | « Artabano, re dè Parti » (La costanza trionfante, V3) Dramma per musica in tre atti / Opera seria en trois actes d'après le Libretto vicentin de 1719                            |                                                                                               | RN 209 |           | (Cos.) U 12C U 7B |
| RV 706D (RV 701C) (perd.) | 1725      | « L'Artabano » (La costanza trionfante, V5) Dramma per musica in tre atti / Opera seria en trois actes d'après le Libretto mantouan de 1725                                       |                                                                                               | RN 209 | IAV 11    | (Cos.) U 12D U 7C |
| RV 706E (RV 708) (perd.)  | 1732      | « Doriclea » (La costanza trionfante, V7) Dramma per musica in tre atti / Opera seria en trois actes d'après le Libretto praguois de 1732                                         |                                                                                               | |           | (Cos.) U 12E U 14 |
| RV 707 (perd.)            | 1726      | « Cunegonda » Dramma per musica (Pasticcio?) in tre atti / Opera seria (Pastiche?) en trois actes d'après le Libretto vénitien de 1726                                            |                                                                                               | | IAV 226   | (Cun.) U 13       |
| (RV 708) RV 706E (perd.)  | 1732      | « Doriclea » (La costanza trionfante, V7) Drama per musica in tre atti / Opera seria en trois actes RV 708 de 1732 (Prague) → RV 706E                                             |                                                                                               | |           | (Dor.) U 14       |
| RV 709A (perd.)           | 1726      | « Dorilla in Tempe » (V1) Melodramma eroico-pastorale in tre atti / Mélodrame héroïque-pastoral en trois actes d'après le Libretto vénitien de 1726                               |                                                                                               | | IAV 228   | (Dor.) U 15A      |
| RV 709B (perd.)           | 1732      | « Dorilla in Tempe » (V2) Melodramma (Pasticcio) eroico-pastorale in tre atti / Mélodrame (Pastiche) héroïque-pastoral en trois actes d'après le Libretto praguois de 1732        |                                                                                               | |           | (Dor.) U 15B      |
| RV 709C (perd.)           | 1734      | « Dorilla in Tempe » (V3) Melodramma (Pasticcio) eroico-pastorale in tre atti / Mélodrame (Pastiche) héroïque-pastoral en trois actes d'après le Libretto vénitien de 1734        |                                                                                               | |           | (Dor.) U 15C      |
| RV 709D                   | ?         | « Dorilla in Tempe » (v?) Melodramma eroico-pastorale in tre atti / Mélodrame héroïque-pastoral en trois actes d'après le Manuscrit turinois                                      |                                                                                               | |           | (Dor.) U 15D      |
| RV 710 (inc.)             | 1723      | « Ercole sul Termodonte » Dramma per musica in tre atti / Opera seria en trois actes d'après le Manuscrit romain                                                                  |                                                                                               | RN 216 Sinf. S.18 | IAV 230   | (Erc.) U 16       |
| RV 711A (perd.)           | 1726 1727 | « Farnace » (V1) Dramma per musica in tre atti / Opera seria en trois actes d'après le Libretto vénitien de 1726                                                                  |                                                                                               | RN 222 | IAV 232   | (Far.) U 17A      |
| RV 711B (perd.)           | 1727      | « Farnace » (V2) Dramma per musica in tre atti / Opera seria en trois actes d'après le Libretto vénitien de 1727                                                                  |                                                                                               | RN 222 |           | (Far.) U 17B      |
| RV 711C (perd.)           | 1730      | « Farnace » (V3) Dramma per musica in tre atti / Opera seria en trois actes d'après le Libretto praguois de 1730                                                                  |                                                                                               | RN 222 |           | (Far.) U 17C      |
| RV 711D (inc.)            | 1731      | « Farnace » (V4) Dramma per musica in tre atti / Opera seria en trois actes d'après le Libretto vénitien (D) de 1727 et le Manuscrit turinois                                     |                                                                                               | RN 222 | IAV 232   | (Far.) U 17D      |
| RV 711E (perd.)           | 1732      | « Farnace » (V5) Dramma per musica in tre atti / Opera seria en trois actes d'après le Libretto mantouan de 1732                                                                  |                                                                                               | RN 222 |           | (Far.) U 17E      |
| RV 711F (perd.)           | 1737      | « Farnace » (V6) Dramma per musica in tre atti / Opera seria en trois actes d'après le Libretto trévisan de 1737                                                                  |                                                                                               | RN 222 |           | (Far.) U 17F      |
| RV 711G (inc.)            | 1738 1739 | « Farnace » (V7) Dramma per musica in tre atti / Opera seria en trois actes d'après le Manuscrit turinois de 1738                                                                 |                                                                                               | RN 222 | IAV 232   | (Far.) U 17G      |
| RV 712 (perd.)            | 1726      | « La fede tradita e vendicata » Dramma per musica in tre atti / Opera seria en trois actes d'après le Libretto vénitien de 1726                                                   |                                                                                               | RN 221 | IAV 233   | (Fed.) U 18       |
| RV 713 (perd.)            | 1739      | « Feraspe » Dramma per musica in tre atti / Opera seria en trois actes d'après le Libretto vénitien de 1739 (V1)                                                                  |                                                                                               | RN 242 | IAV 234   | (Fer.) U 19       |
| RV 714                    | 1732      | « La fida ninfa » (V1) Dramma per musica in tre atti / Opera seria en trois actes d'après le Libretto de Vérone de 1732 et le Manuscrit turinois                                  |                                                                                               | RN 230 | IAV 235   | (Fid.) U 20A      |
| (RV 777) Anh 92 (perd.)   | 1737      | « Il giorno felice » (La fida ninfa, V2) Dramma per musica in tre atti / Opera seria en trois actes → RV Anh 92                                                                   | - œuvre perdue, seconde Version de l'Opéra La fida ninfa RV 714 de 1732 - Attribution éronnée | |           | (Fid.) U 20B U 47 |
| RV 715 (perd.)            | 1720      | « Filippo re di Macedonia » Dramma per musica in tre atti / Opera seria en trois actes d'après le Libretto vénitien de 1720                                                       |                                                                                               | RN 214 | IAV deest | (Fil.) U 21       |

#### G-N (RV 716-724)
| RV                       | An.  | Désignation | RN     | IAV     | C           |
| ------------------------ | ---- | --- | ------ | ------- | ----------- |
| RV 716 (perd.)           | 1735 | « Ginevra principessa di Scozia » Dramma per musica in tre atti / Opera seria en trois actes d'après le Libretto lucquois de 1735                     | RN 238 | IAV 256 | (Gin.) U 22 |
| RV 717 (inc.)            | 1724 | « Giustino » (V1) Dramma per musica in tre atti / Opera seria en trois actes d'après le Libretto romain de 1724 et le Manuscrit turinois              | RN 217 | IAV 258 | (Giu.) U 23 |
| RV 718                   | 1735 | « Griselda » Dramma per musica in tre atti / Opera seria en trois actes d'après le Libretto vénitien de 1735 et le Manuscrit turinois                 | RN 236 | IAV 261 | (Gri.) U 24 |
| RV 719                   | 1717 | « L'incoronazione di Dario » Dramma per musica in tre atti / Opera seria en trois actes d'après le Libretto vénitien de 1717 et le Manuscrit turinois | RN 209 | IAV 264 | (Inc.) U 25 |
| (RV 720) RV 699C (perd.) | 1720 | « Gl'inganni per vendetta » (Armida al campo d'Egitto, V3) Drama per musica in tre atti / Opera seria en trois actes → RV 699C                        | RN 213 |         | (Ing.) U 26 |
| RV 721 (perd.)           | 1725 | « L'inganno trionfante in amore » Dramma per musica in tre atti / Opera seria en trois actes d'après le Libretto vénitien de 1725                     | RN 219 | IAV 266 | (Ing.) U 27 |
| RV 722 (perd.)           | 1727 | « Ipermestra » Dramma per musica in tre atti / Opera seria en trois actes d'après le Libretto florentin de 1727                                       | RN 224 | IAV 268 | (Ipe.) U 28 |
| RV 723 (inc.)            | 1733 | « Motezuma » Dramma per musica in tre atti / Opera seria en trois actes d'après le Libretto vénitien de 1733 et le Manuscrit berlinois                | RN 232 | IAV 278 | (Mot.) U 29 |
| RV 724 (perd.)           | 1715 | « Nerone fatto Cesare » (V1) Dramma (Pasticcio) per musica in tre atti / Opera seria (Pastiche) en trois actes d'après le Libretto vénitien de 1715   | RN 203 | IAV 279 | (Ner.) U 30 |

#### O-R (RV 725-731)
| RV                         | An.  | Désignation | RN     | IAV       | C              |
| -------------------------- | ---- | --- | ------ | --------- | -------------- |
| RV 725 (inc.)              | 1734 | « L'Olimpiade » Dramma per musica in tre atti / Opera seria en trois actes d'après le Libretto vénitien de 1734 et le Manuscrit turinois                             | RN 233 | IAV 298   | (Oli.) U 31    |
| RV 726 (perd.)             | 1737 | « L'oracolo in Messenia » (V1) Dramma per musica in tre atti / Opera seria en trois actes d'après le Libretto vénitien de 1737 [1738]                                | RN 240 | IAV 299   | (Ora.) U 32    |
| RV 726 [B] (perd.)         | 1742 | « L'oracolo in Messenia » (V2) Dramma (Pasticcio) per musica in tre atti / Opera (Pastiche) seria en trois actes d'après le Libretto viennois de 1742                | RN 240 |           | (Ora.) U 32[B] |
| RV 727 (inc.)              | 1714 | « Orlando finto pazzo » (V1) Dramma per musica in tre atti / Opera seria en trois actes d'après le Libretto (L2) vénitien de 1714 et le Manuscrit turinois           | RN 202 | IAV 300   | (Orl.) U 33    |
| RV 727 [B] (inc.)          | 1714 | « Orlando finto pazzo » (V2) Dramma per musica in tre atti / Opera seria en trois actes d'après le Manuscrit turinois                                                | RN 202 | IAV 300   | (Orl.) U 33[B] |
| RV 819 (Anh 84) [B] (inc.) | 1714 | « Orlando furioso » (V2) Dramma per musica in tre atti / Opera seria en trois actes d'après le Libretto (L1) vénitien et le Manuscrit turinois                       |        | IAV 301   | (Orl.) U 33C   |
| RV 728 (inc.)              | 1727 | « Orlando (furioso) » (V5) Dramma per musica in tre atti / Opera seria en trois actes d'après le Libretto (L1) vénitien de 1727 et le Manuscrit turinois             | RN 226 | IAV 302   | (Orl.) U 34    |
| RV 729A                    | 1713 | « Ottone in villa » (V1) Dramma per musica in tre atti / Opera seria en trois actes d'après le Libretto vicentin de 1713 et le Manuscrit turinois                    |        | IAV 303   | (Ott.) U 35A   |
| RV 729B (perd.)            | 1729 | « Ottone in villa » (V2) Dramma per musica in tre atti / Opera seria en trois actes d'après le Libretto trévisan de 1729                                             |        | IAV 303   | (Ott.) U 35B   |
| RV 730 (perd.)             | 1728 | « Rosilena ed Oronta » Dramma per musica in tre atti / Opera seria en trois actes d'après le Libretto vénitien de 1728                                               | RN 227 | IAV 315   | (Ros.) U 36    |
| RV 731 (inc.)              | 1738 | « Rosmira (fedele) » Dramma per musica (Pasticcio) in tre atti / Opera seria (Pastiche) en trois actes d'après le Libretto vénitien de 1738 et le Manuscrit turinois | RN 241 | IAV deest | (Ros.) U 37    |

#### S-V (RV 732-740)
| RV                     | An.  | Désignation | RN | IAV       | C              |
| ---------------------- | ---- | --- | --- | --------- | -------------- |
| RV 732A (perd.)        | 1718 | « Scanderbeg » (V1) Dramma per musica in tre atti / Opera seria en trois actes d'après le Libretto florentain de 1718                                                                                         | RN 210 I.(viii) 311/6                                                                                     | IAV 316   | (Sca.) U 38A   |
| RV 732B (perd.)        | 1718 | « Scanderbeg » (V2) Dramma per musica in tre atti / Opera seria en trois actes d'après le Libretto siennois de 1718 et son annexe                                                                             | RN 210 | IAV 316   | (Sca.) U 38B   |
| RV 733 (perd.)         | 1731 | « Semiramide » Dramma per musica in tre atti / Opera seria en trois actes d'après le Libretto mantouan de 1732                                                                                                | RN 231 | IAV 318   | (Sem.) U 39    |
| RV 734 (perd.)         | 1721 | « La Silvia » Dramma per musica in tre atti / Opera seria en trois actes d'après le Libretto milanais de 1721                                                                                                 | RN 215 I.(xiv) 312/6 II.(i) 311/2 II.(iii) 311/3 II.(vi) 316/2 II.(ix) 311/4 II.(xi) 311/5 III.(ii) 315/1 | IAV 320   | (Sil.) U 40    |
| RV 735A (perd.)        | 1727 | « Siroe, re di Persia » (V1) Dramma per musica in tre atti / Opera seria en trois actes d'après le Libretto reggien de 1727                                                                                   | RN 225 | IAV 338   | (Sir.) U 41A   |
| RV 735B (perd.)        | 1738 | « Siroe, re di Persia » (V2) Dramma per musica (Pasticcio) in tre atti / Opera seria (Pastiche) en trois actes d'après le Libretto anconitain de 1738                                                         | RN 225 | IAV 338   | (Sir.) U 41B   |
| RV 735C (perd.)        | 1739 | « Siroe, re di Persia » (V3) Dramma per musica (Pasticcio) in tre atti / Opera seria (Pastiche) en trois actes d'après le Libretto ferrarais de 1739                                                          | RN 225 | IAV 338   | (Sir.) U 41C   |
| RV 736                 | 1718 | « Il Teuzzone » Dramma per musica (Pasticcio) in tre atti / Opera seria (Pastiche) en trois actes d'après le Libretto mantouan de 1718 et les Manuscrits turinois et berlinois                                | RN 243 Sinf. S.10                                                                                         | IAV 347   | (Teu.) U 42    |
| RV 737 (perd.)         | 1717 | « Tieteberga » (V1) Dramma per musica (Pasticcio) in tre atti / Opera seria (Pastiche) en trois actes d'après le premier Libretto vénitien de 1717                                                            | RN 207 | IAV 348   | (Tie.) U 43    |
| RV 737 [B] (perd.)     | 1717 | « Tieteberga » (V2) Dramma per musica (Pasticcio) in tre atti / Opera seria (Pastiche) en trois actes d'après le second Libretto vénitien de 1717                                                             | RN 207 | IAV 348   | (Tie.) U 43[B] |
| RV 738                 | 1719 | « Tito Manlio » (V1) Dramma per musica in tre atti / Opera seria en trois actes d'après le Libretto mantouan de 1719 et les deux Manuscrits turinois                                                          | RN 244 I.(vi) 314/1 II.(v) 312/10 II.(ix) 314/2                                                           | IAV 349   | (Tit.) U 44A   |
| RV 778 (Anh 56) (inc.) | 1719 | « Tito Manlio » (V2) Dramma per musica (Pasticcio) in tre atti / Opera seria (Pastiche) en trois actes d'après le Libretto romain de 1720 et les Manuscrits parisien et munsterois                            | | IAV deest | (Tit.) U 44B   |
| RV 739 (inc.)          | 1720 | « La verità in cimento » (V1) Dramma per musica in tre atti / Opera seria en trois actes d'après le premier Libretto vénitien de 1720 et le Manuscrit turinois                                                | RN 212 Sinf. S.16                                                                                         | IAV 368   | (Ver.) U 45    |
| RV 739 [B]             | 1720 | « La verità in cimento » (V2) Dramma per musica in tre atti / Opera seria en trois actes d'après le second Libretto vénitien de 1720 et les manuscrits turinois et allemands                                  | RN 212 | IAV 368   | (Ver.) U 45[B] |
| RV 740 (inc.)          | 1724 | « La virtù trionfante dell'amore e dell'odio overo il Tigrane » Dramma per musica (Pasticcio) in tre atti / Opera seria (Pastiche) en trois actes d'après le Libretto romain de 1724 et le Manuscrit turinois | RN 218 | IAV deest | (Vir.) U 46    |

### Divers vocal
| RV                 | An.     | Désignation | RN        | IAV     | C          |
| ------------------ | ------- | --- | --------- | ------- | ---------- |
| (RV 747) (perd.)   | ?       | « Candida Lylia » (Cantata de tempore) Cantata in re maggiore (o si bemolle maggiore?) per soprano (o contralto?), archi? e basso continuo / Cantate en ré majeur (ou si bémol majeur), pour soprano (ou contralto), cordes? et basse continue → RV 747 |           |         | V 7        |
| (RV 748) (perd.)   | ?       | « Aria per la comunione » Aria in sol maggiore per soprano? e (?) / Aria en sol majeur, pour soprano? et (?) → RV 748 |           |         | V 8        |
| RV 749             | ?       | Arie diverse non identificate / Airs d'opéra non identifiables |           |         | V 9        |
| RV 749.1           | ?       | 1. Lascia il sospirar Aria: [Allegro] (sol maggiore) |           |         | V 9.1      |
| RV 749.2           | ?       | 2. Amato ben tu sei la mia speranza Aria: (la minore) |           |         | V 9.2      |
| RV 749.3a          | ?       | 3a. Chi mai d'iniqua stella Aria: Allegro (sol maggiore) |           |         | V 9.3a     |
| RV 749.3b (perd.)  | ?       | 3b. Chi mai d'iniqua stella Aria: (fa maggiore) |           |         | V 9.3b     |
| RV 749.4           | ?       | 4. Creder così mi giova Aria: (sol maggiore) |           |         | V 9.4      |
| RV 749.5           | ?       | 5. Dammi l'ali ma quelle Aria: Andante molto (la maggiore) | RN 311/1  |         | V 9.5      |
| RV 749.6           | ?       | 6. D'amore il dolce strale Aria: (do maggiore) |           |         | V 9.6      |
| RV 749.7           | ?       | 7. Di due rai languire costante Aria: Allegro non molto (fa maggiore) | RN 312/9  |         | V 9.7      |
| RV 749.8 (perd.)   | ?       | 8. Dividete o giusti dei Aria: (mi♭ maggiore) |           |         | V 9.8      |
| RV 749.9           | ?       | 9. È ver la navicella Aria: Un poco vivace (la maggiore) |           |         | V 9.9      |
| RV 749.10          | ?       | 10. La cervetta timidetta Aria: (la maggiore) |           |         | V 9.10     |
| RV 749.11          | ?       | 11. La farfalletta audace s'invola Aria: (fa minore) |           |         | V 9.11     |
| RV 749.12          | ?       | 12. La mia bella pastorella Aria: [Allegro] (sol maggiore) |           |         | V 9.12     |
| RV 749.13          | ?       | 13. La pastorella sul primo albore Aria: Allegro molto (sol maggiore) | RN 311/11 |         | V 9.13     |
| RV 749.14          | ?       | 14. Luccioletta vezzosetta Aria: Allegro (la maggiore) |           |         | V 9.14     |
| RV 749.15          | ?       | 15. Non cada, non pera quell'alma guerriera Aria : |           |         | V 9.15     |
| RV 749.16a         | ?       | 16a. Non trova mai riposo Aria: Allegro (sol maggiore) |           |         | V 9.16a    |
| RV 749.16b (perd.) | ?       | 16b. Non trova mai riposo Aria: (fa maggiore) |           |         | V 9.16b    |
| RV 749.17          | ?       | 17. Parmi udirti col pensiero Aria: |           |         | V 9.17     |
| RV 749.18          | ?       | 18. Roma invita ma clemente (v1) Aria: (sol maggiore) |           |         | V 9.18     |
| RV 749.19          | ?       | 19. Roma invita ma clemente (v2) Aria: Allegro (fa maggiore) |           |         | V 9.19     |
| RV 749.20          | ?       | 20. Senti come nel boschettor Aria : (Anna) |           |         | V 9.20     |
| RV 749.21          | av 1720 | 21. Se fido rivedrò l'oggetto Aria: Allegro (la minore) | RN 311/7  |         | V 9.21     |
| RV 749.22          | av 1720 | 22. Senza rimorso in fida alma Recitativo: (do maggiore) (Egeo) | RN 311/7  |         | V 9.22     |
| RV 749.23          | av 1720 | 23. Par che risplenda un raggio Aria: Allegro (si♭ maggiore) | RN 311/7  |         | V 9.23     |
| RV 749.24          | ?       | 24. Se lascio di sperare Aria : (la minore) |           |         | V 9.24     |
| RV 749.25          | ?       | 25. Sento ancor quel dolce labbro Aria: [Andante] (sol minore) |           | IAV 614 | V 9.25     |
| RV 749.26          | ?       | 26. Se tu vuoi ch'io m'innamori Aria: (la minore) |           |         | V 9.26     |
| RV 749.27          | 1726    | 27. Sovente il sole Aria: (mi minore) |           |         | V 9.27     |
| RV 749.27 [b]      | 1726    | 27[b]. Madre, lascia ch'io senta Aria: |           |         | V 9.27 [b] |
| RV 749.28          | 1724    | 28. Speranza mia tu sei Aria: (do minore) |           |         | V 9.28     |
| RV 749.29          | ?       | 29. Ti sento, sì ti sento Aria: (do maggiore) |           |         | V 9.29     |
| RV 749.30          | ?       | 30. Vorrei sperare aita Aria: [Allegro ma non molto] (fa maggiore) |           |         | V 9.30     |
| RV 749.31          | ?       | 31. Zeffiretti che sussurrate Aria: (sol maggiore) |           |         | V 9.31     |
| RV 749.32          | ?       | 32. Se fide quanto belle Aria: Vivace (fa maggiore) |           |         | V 9.32     |
| RV 749.33          | ?       | 33. In quella solo in quella Bocca Aria: Non allegro (do maggiore) |           |         | V 9.33     |
| RV 749.34          | ?       | 34. Al folgorar del Armi Aria: Allegro (si♭ maggiore) |           |         | V 9.34     |

## Utilisation du tableau
Le tableau suivant présente dans l'ordre les numéros RV de toutes les œuvres répertoriées de Vivaldi, y compris les œuvres apocryphes notées Anh (Anhalt, ou appendice, annexe). La date ou la période connue de composition est indiquée. Une date approximative sera suivie d'un ca (pour circa). Une date d'édition de l’Œuvre par exemple, proche de sa composition, peut être utilisée est sera précédée d'un av (pour avant).
Les mouvements, Les Recitatifs ou les Airs dont la partition est connue sont indiqués avec tempo, mesure et tonalité. Ceux dont la musique est connue au travers d'une autre œuvre sont donnés sans détails. Ceux dont la musique est perdue sont grisés.
La tonalité indiquée est utilisée pour toute l’Œuvre, sauf indication particulière à un mouvement.
L'instrumentation retenue est celle d'origine ou d'usage, mais il existe de nombreuses variantes (la plus courante est indiquée entre parenthèses avec un ou). Un instrument entre crochet indique une instrumentation probable car la partition a été perdue ou est imprécise.
Les basses continues sont composées d'une grande variété d'instruments : L'orgue ou le clavecin peuvent être accompagnés d'une ou plusieurs basses (violoncelle, contrebasse, théorbe, archiluth, luth, guitare baroque, basson…). Les principales basses seront indiquées.
On distinguera le clavier d'origine ainsi :
- Clavecin = avec clavecin (orgue rarement joué)
- Clavecin (ou orgue) = avec clavecin (parfois remplacé par l'orgue)
- Clavecin ou orgue = avec l'un ou l'autre (clavecin joué plus souvent)
- Orgue ou clavecin = avec l'un ou l'autre (orgue joué plus souvent)
- Orgue (ou clavecin) = avec orgue (parfois remplacé par le clavecin)
- Orgue = avec orgue (clavecin rarement joué)

Les Manuscrits retracent l'historique de chaque œuvre par leur date d'écriture, leur lieu de conservation et leurs variantes (notées avec une *). Ceux dont la ville est en caractère gras sont les Manuscrits d'origine ou les plus anciens retrouvés à ce jour.
Les renvois vers d'autres œuvres, de Vivaldi ou d'autres auteurs, indiquent une similitude de texte ou de musique qui est, selon les dates, antérieure (reprise par Vivaldi) ou postérieure (emprunt à Vivaldi). Certains renvois sont sujet à caution (?) principalement ceux concernant les musiques perdues.
L'édition est indiquée dans la dernière colonne. Il s'agit de la première publication en nombre éditée pour le public.

## Système de classification du Catalogue Ryom (Classe)
Peter Ryom a conçu son catalogue en mai 1971 afin de classer les quelque 750 œuvres connues à l'époque.
Il leur a dans un premier temps, attribué une Classe (colonne CRV) composée dans l'ordre : de la catégorie musicale, de l'instrumentation, de la tonalité et d'un numéro basé sur les mesures ou la structure musicale. Ce dernier numéro s'incrémente à chaque découverte de nouvelle œuvre du compositeur. Dans un second temps, il leur a donné selon le classement obtenu, un numéro RV allant de 1 à 750.
Exemple: la première œuvre de la première Classe Aa1/1 (un instrument et basse continue (A) + Violon (A) + do majeur (1) / No.1 (1)) correspond à RV 1, puis Aa1/2 à RV 2, etc.
| Catégorie | Instrumentation | Tonalité |
| --- | --- | --- |
| A – Un instrument et basse continue B – Deux instruments et basse continue C – Plusieurs instruments et basse continue D – Orchestre sans soliste et basse continue E – Un instrument, orchestre et basse continue F – Deux instruments, orchestre et basse continue G – Plusieurs instruments, orchestre et basse continue H – Un ou plusieurs instruments, deux orchestres et basse continue I – Œuvres vocales sacrées - Messes J – Œuvres vocales sacrées - Psaumes K – Œuvres vocales sacrées - Magnificat L – Œuvres vocales sacrées - Antiphones et hymnes M – Œuvres vocales sacrées - Textes liturgiques N – Œuvres vocales sacrées - Introductions O – Œuvres vocales sacrées - Oratorios P – Œuvres vocales sacrées - Autres Q – Œuvres vocales séculières R – Cantates séculières T – Sérénades U – Musique de scène V – Fragments | a – Violon b – Viole d'amour c – Violoncelle d – Mandoline e – Flûte traversière f – Flûte à bec g – Piccolo h – Hautbois i – Basson j – Trompette k – Cor l – Musette, vielle, etc. m – Clavecin n – o – Plusieurs instruments différents p – Soliste vocal: Soprano q – Soliste vocal: Alto r – Soliste vocal: Ténor s – Soliste vocal: Basse | 1 – do majeur 2 – do mineur 3 – do# majeur 4 – do# mineur 5 – ré majeur 6 – ré mineur 7 – mi♭ majeur 8 – mi♭ mineur 9 – mi majeur 10 – mi mineur 11 – fa majeur 12 – fa mineur 13 – fa# majeur 14 – fa# mineur 15 – sol majeur 16 – sol mineur 17 – la♭ majeur 18 – sol# mineur 19 – la majeur 20 – la mineur 21 – si♭ majeur 22 – si♭ mineur 23 – si majeur 24 – si mineur |

## Mises à jour
- P. Ryom: Table de concordances des œuvres (RV) (Copenhagen, 1973)
- Verzeichnis der Werke Antonio Vivaldis (RV): kleine Ausgabe (Leipzig, 1974, 2/1979)
- Répertoire des œuvres d’Antonio Vivaldi: les compositions instrumentales (Copenhagen, 1986)
- Antonio Vivaldi: Thematisch-systematisches Verzeichnis seiner Werke (RV) (Weisbaden, 2007)
- 2nd ed., rev. F.M. Sardelli (Wiesbaden, 2017) [RV]

## Sources
- IMSLP, List of works by Antonio Vivaldi
- Dardel, Catalogue of Vivaldi's works
- Site universitaire de Québec
- Classical.net, Classical Music Source
- Robert Poliquin (Québec), Catalogue
- Klassika, Werke sortiert nach RV
- L'Orchestra Virtuale del Flaminio
- Bella Brover-Lubovsky, Tonal Space in the Music of Antonio Vivaldi
- Sylvie Mamy, Antonio Vivaldi
- Michael Talbot, The Vivaldi Compendium
- Michael Talbot, Vivaldi's Music for Flute and Recorder
- Webnode Classic music
- Catalog of Pre-1900 Vocal Manuscripts in the Music Library, University of California, Berkeley
- Classical Archives
- Hugo A. Di Leonardo, Vivaldi, Il Prete Rosso
- Musicologie.org, La Gazette musicale
- Musicalics, The Classical Composers Database
- Viola d'Amore, Music & Instruments
- Opus 31, Vivaldi Antonio
- Cecilia Reclaimed, Feminist Perspectives on Gender and Music
- Grove Music Online
- Paul Everett, Vivaldi, The Four Seasons and Other Concertos, Op. 8
- Nancy Price, The Cellist's Vivaldi
- Baroquemusic.it
- Archivio della cantata italiana
- James and Constance Alsop, The Chamber Cantatas of Antonio Vivaldi